# Elias Courtonne
Elias Courtonne (død 8. december 1750) var en dansk klædefabrikant.
Da der i begyndelsen af Christian VI's regering gjordes så meget for anlægget af fabrikker og manufakturer her, var tanken også henvendt på klædefabrikationen I den anledning indkaldtes bl.a. Courtonne fra Leiden; i januar 1737 fik han privilegium på en klædefabrik i København, og i juli samme år blev han kammerråd. Da en svoger af ham, Ambrosius Beguin, der på hans foranledning også var blevet kaldt her til (i 1737), døde endnu i samme år, overtog han også, den af ham påbegyndte klædefabrik. Courtonne fik betydelig statshjælp, præmie for hver fremmed arbejder, han drog her ind, store toldbegunstigelser osv., men godt gik det derfor ikke. 1747 overtog Generalmagasinet hans fabrik for sine fordringer i den, men det vedblev at beholde den ganske dygtige mand som bestyrer af den til hans død, 8. december 1750. Året efter solgte det fabrikken til hans svigersøn Frederik Hoffmann.
Courtonne, der muligvis er født i Alençon, var fra 1743-49 ældste ved Den reformerte Kirke i København. Han var gift med Anne f. Beguin.